# Ugo Ruggero III di Pallars Sobirà
Ugo Ruggero III di Pallars Sobirà (in spagnolo Hugo Rogelio, in catalano Hug Roger, in francese Hugues Roger; 1435 circa – Xàtiva, 26 novembre 1508) fu l'ultimo Conte di Pallars Sobirà dal 1451 al 1491.

## Origine
Ruggero Bernardo I di Pallars Sobirà, ancora secondo Sort y comarca Noguera-Pallaresa, era l'unico figlio maschio del Conte di Pallars Sobirà, Arnaldo Ruggero IV e Giovanna di Cardona, figlia del secondo conte di Cardona e Visconte di Vilamur, Giovanni Raimondo Folch I de Cardona e di Giovanna di Gandia (?-1419), figlia di Alfonso IV di Ribagorza, conte di Dénia, marchese di Villena, conte di Ribagorza, signore di Dénia e duca di Gandia.

Arnaldo Ruggero IV di Pallars Sobirà, ancora secondo Sort y comarca Noguera-Pallaresa, era l'unico figlio maschio del Conte di Pallars Sobirà, Ruggero Bernardo I e di Beatrice di Cardona, figlia del primo conte di Cardona, Barone di Bellpuig e Visconte di Vilamur, Hugo Folch de Cardona e di Beatrice de Luna.

## Biografia
Suo padre, Arnaldo Ruggero IV morì nel 1451 e gli succedette il figlio maschio, Ugo Ruggero, come Ugo Ruggero III. 

Il primo documento di Ugo Ruggero III fu, in quello stesso anno, la notifica della morte del padre, nel castello di Sort.
Nel 1461, Ugo Ruggero III fece parte dell'ambasciata che pretendeva da Giovanni II la libertà di Carlo di Viana e del Consiglio del Principato di Catalogna, ed inoltre era in conflitto con lo zio Giovanni Raimondo Folch III de Cardona, conte di Prades.
Dopo la morte di Carlo di Viana, re di Navarra, luogotenente della Catalogna ed erede della corona d'Aragona, nel settembre 1461, le Cortes catalane, ritenendo la regina Giovanna, matrigna di Carlo, responsabile di un supposto avvelenamento, dichiararono sia il re, Giovanni II d'Aragona (il successore di Alfonso V), che la regina, Giovanna, non graditi in Catalogna; i reali non gradirono la decisione e, nel 1462, iniziò la guerra civile catalana.

In quello stesso anno, come capo militare supremo del Principato di Catalogna, Ugo Ruggero III assediò la regina Giovanna ed il principe, erede al trono, Ferdinando nelle fortezza di Girona ed inoltre difese Barcellona.
Tra il 1464 ed il 1467, Ugo Ruggero III fu deputato alle Cortes catalane.
Ugo Ruggero III fu catturato e imprigionato dal re Giovanni II nel 1466; nel 1468, nel castello di Mora, era prigioniero di guerra sotto la sorveglianza di suo zio, Giovanni Raimondo Folch III de Cardona; Ugo Ruggero III fu rilasciato nel 1470, dopo aver pagato un riscatto e continuò a combattere fino alla capitolazione di Pedralbes, del 1472.
Le Cortes catalane avevano offerto la Corona d'Aragona a Renato d'Angiò, che nel 1472 nominò Ugo Ruggero III Gran conestabile di Aragona.

Nel 1475, Ugo Ruggero III accettò una tregua, e nel 1480, fece un atto di sottomissione e ottenne la grazia per sé e per i suoi sostenitori, ma nel 1484, tornò ad opporsi, e, nel 1486, riprese le armi.

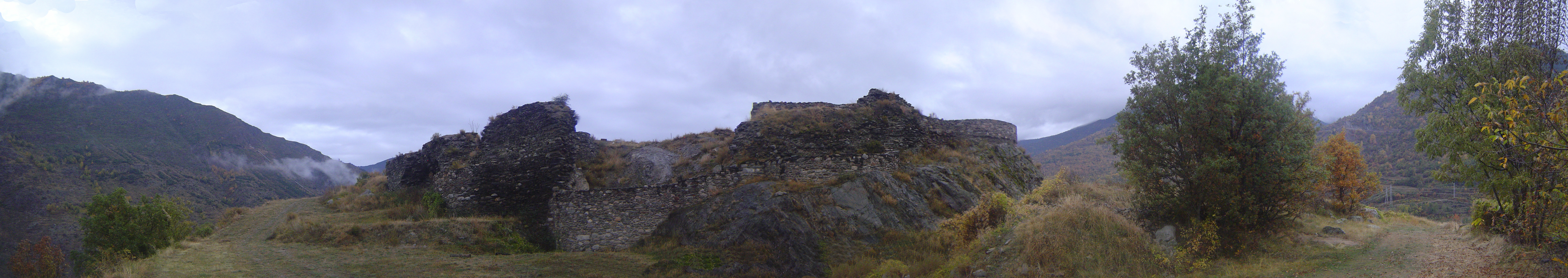
Rovine del castello di València d'Àneu

Dopo la morte dello zio, Giovanni Raimondo Folch III, fu il cugino, Giovanni Raimondo Folch IV, a continuando la guerra e l'occupazione della Contea di Pallars Sobirà, sino alla completa.

Ugo Ruggero III, nel 1488, dovette fuggire in Francia, mentre sua moglie, Caterina, continuava a resistere eroicamente nel Castello di València d'Àneu, dove fu assediata per tre anni.
Dopo la definitiva sconfitta, Ugo Ruggero III, la moglie Caterina, furono dichiarati ribelli alla corona, colpevoli di lesa maesta con conseguente confisca dei beni, privati dei titoli nobiliari, e al rientro nel regno della Corona d'Aragona, passibili di condanna a morte, per decapitazione, mentre la defunta suocera di Ugo Ruggero III, Violante di Cardona la damnatio memoriae.
Nel 1491 i domini di Ugo Ruggero III passarono ai Cardona, con il titolo di Marchesato di Pallars, con decreto, datato 5 aprile 1491, del re d'Aragona, Ferdinando II il Cattolico.
Esiliato in Francia, Ugo Ruggero III entrò al servizio del re di Francia, Carlo VIII e lo accompagnò a Napoli nel 1494 ed in seguito lo nominò Governatore del Maschio Angioino.
Ugo Ruggero III fu fatto prigioniero, a Napoli, dal Gran Capitan, quando, nel 1503, conquistò il maschio Angioino; dopo essere stato imprigionato nella sua fortezza, fu trasferito a Barcellona, dove arrivò il 14 ottobre di quello stesso anno, la pena di morte gli fu tramutata in ergastolo, da scontare nel castello di Xàtiva, dove morì il 26 novembre 1508 (data stabilita da un professore di Xàtiva, nel 2004).

## Matrimonio e discendenza
Ugo Ruggero III, nel 1478, aveva sposato Caterina Alberti y Cardona, figlia di Felipe Alberti, signore di Pons e di Erill e di Violante di Cardona.

Ugo Ruggero III da Caterina Alberti y Cardona non ebbe figli.

## Ascendenza
|                                                |                                           |                                             | Genitori                                             |  |  | Nonni |  |  | Bisnonni                                   |  |  | Trisnonni                                  |  |
|                                                |                                           |                                             |                                                      |  |  |       |  |  | 8. Ugo Ruggero II, conte di Pallars Sobirà |  |  | 16. Ugo Ruggero I, conte di Pallars Sobirà |  |
|                                                |                                           |                                             |                                                      |  |  |       |  |  | 8. Ugo Ruggero II, conte di Pallars Sobirà |  |  | 16. Ugo Ruggero I, conte di Pallars Sobirà |  |
|                                                |                                           | 17. Geralda di Cruïlles                     |                                                      |  |  |       |  |  | 8. Ugo Ruggero II, conte di Pallars Sobirà |  |  |                                            |  |
| 4. Ruggero Bernardo I, conte di Pallars Sobirà |                                           |                                             |                                                      |  |  |       |  |  | 8. Ugo Ruggero II, conte di Pallars Sobirà |  |  |                                            |  |
|                                                |                                           | 9. Bianca di Castelbon                      | 18. Ruggero Bernardo I, visconte di Castelbon        |  |  |       |  |  |                                            |  |  |                                            |  |
|                                                |                                           | 9. Bianca di Castelbon                      | 18. Ruggero Bernardo I, visconte di Castelbon        |  |  |       |  |  |                                            |  |  |                                            |  |
|                                                |                                           | 9. Bianca di Castelbon                      | 19. Costanza de Luna, signora di Segorbe             |  |  |       |  |  |                                            |  |  |                                            |  |
| 2. Arnaldo Ruggero IV, conte di Pallars Sobirà |                                           | 9. Bianca di Castelbon                      |                                                      |  |  |       |  |  |                                            |  |  |                                            |  |
|                                                |                                           | 10. Ugo II Folch, conte di Cardona          | 20. Ugo VI, conte d'Empúries                         |  |  |       |  |  |                                            |  |  |                                            |  |
|                                                |                                           | 10. Ugo II Folch, conte di Cardona          | 20. Ugo VI, conte d'Empúries                         |  |  |       |  |  |                                            |  |  |                                            |  |
|                                                |                                           | 10. Ugo II Folch, conte di Cardona          | 21. Beatrice d'Anglesola                             |  |  |       |  |  |                                            |  |  |                                            |  |
| 5. Beatrice di Cardona                         |                                           | 10. Ugo II Folch, conte di Cardona          |                                                      |  |  |       |  |  |                                            |  |  |                                            |  |
|                                                |                                           | 11. Beatrice de Luna                        | 22. Pietro de Luna, barone di Ejérica                |  |  |       |  |  |                                            |  |  |                                            |  |
|                                                |                                           | 11. Beatrice de Luna                        | 22. Pietro de Luna, barone di Ejérica                |  |  |       |  |  |                                            |  |  |                                            |  |
|                                                |                                           | 11. Beatrice de Luna                        | 23. Bonaventura di Arborea                           |  |  |       |  |  |                                            |  |  |                                            |  |
| 1. Ugo Ruggero III, conte di Pallars Sobirà    |                                           | 11. Beatrice de Luna                        |                                                      |  |  |       |  |  |                                            |  |  |                                            |  |
|                                                | 12. Ugo II Folch, conte di Cardona (= 10) | 24. Ugo VI, conte d'Empúries (= 20)         |                                                      |  |  |       |  |  |                                            |  |  |                                            |  |
|                                                | 12. Ugo II Folch, conte di Cardona (= 10) | 24. Ugo VI, conte d'Empúries (= 20)         |                                                      |  |  |       |  |  |                                            |  |  |                                            |  |
|                                                | 12. Ugo II Folch, conte di Cardona (= 10) | 25. Beatrice d'Anglesola (= 21)             |                                                      |  |  |       |  |  |                                            |  |  |                                            |  |
| 6. Giovanni Raimondo Folch I, conte di Cardona | 12. Ugo II Folch, conte di Cardona (= 10) |                                             |                                                      |  |  |       |  |  |                                            |  |  |                                            |  |
|                                                |                                           | 13. Beatrice de Luna (= 11)                 | 26. Pietro de Luna, barone di Ejérica (= 22)         |  |  |       |  |  |                                            |  |  |                                            |  |
|                                                |                                           | 13. Beatrice de Luna (= 11)                 | 26. Pietro de Luna, barone di Ejérica (= 22)         |  |  |       |  |  |                                            |  |  |                                            |  |
|                                                |                                           | 13. Beatrice de Luna (= 11)                 | 27. Bonaventura di Arborea (= 23)                    |  |  |       |  |  |                                            |  |  |                                            |  |
| 3. Giovanna di Cardona                         |                                           | 13. Beatrice de Luna (= 11)                 |                                                      |  |  |       |  |  |                                            |  |  |                                            |  |
|                                                |                                           | 14. Alfonso IV di Ribagorza, duca di Gandia | 28. Pietro IV, conte di Ribagorza, Empúries e Prades |  |  |       |  |  |                                            |  |  |                                            |  |
|                                                |                                           | 14. Alfonso IV di Ribagorza, duca di Gandia | 28. Pietro IV, conte di Ribagorza, Empúries e Prades |  |  |       |  |  |                                            |  |  |                                            |  |
|                                                |                                           | 14. Alfonso IV di Ribagorza, duca di Gandia | 29. Giovanna di Foix-Béarn                           |  |  |       |  |  |                                            |  |  |                                            |  |
| 7. Giovanna di Ribagorza                       |                                           | 14. Alfonso IV di Ribagorza, duca di Gandia |                                                      |  |  |       |  |  |                                            |  |  |                                            |  |
|                                                |                                           | 15. Violante Jiménez, signora di Arenós     | 30. Gonzalo Diaz, signore di Arenós                  |  |  |       |  |  |                                            |  |  |                                            |  |
|                                                |                                           | 15. Violante Jiménez, signora di Arenós     | 30. Gonzalo Diaz, signore di Arenós                  |  |  |       |  |  |                                            |  |  |                                            |  |
|                                                |                                           | 15. Violante Jiménez, signora di Arenós     | 31. María Cornel                                     |  |  |       |  |  |                                            |  |  |                                            |  |
|                                                |                                           | 15. Violante Jiménez, signora di Arenós     |                                                      |  |  |       |  |  |                                            |  |  |                                            |  |